# Dommartin-le-Franc
Dommartin-le-Franc är en kommun i departementet Haute-Marne i regionen Grand Est (tidigare regionen Champagne-Ardenne) i nordöstra Frankrike. Kommunen ligger i kantonen Wassy som tillhör arrondissementet Saint-Dizier. År 2022 hade Dommartin-le-Franc 243 invånare.

## Befolkningsutveckling
Antalet invånare i kommunen Dommartin-le-Franc
| Referens: INSEE |